# Southwest University Park
O Southwest University Park é um estádio localizado em El Paso, Texas, Estados Unidos, possui capacidade total para 7.500 pessoas, é a casa do time de beisebol El Paso Chihuahuas da liga menor Pacific Coast League e do time de futebol El Paso Locomotive FC da USL Championship, o estádio foi inaugurado em 2014.